# El Pont de Bar
El Pont de Bar là một đô thị trong tỉnh Lleida, cộng đồng tự trị Cataluña Tây Ban Nha. Đô thị El Pont de Bar có diện tích là 42,6 ki-lô-mét vuông, dân số năm 2009 là 194 người với mật độ 4,55 người/km². Đô thị El Pont de Bar có cự ly km so với tỉnh lỵ Lleida.